# Біляк Володимир Йосипович
Володимир Йосипович Біля́к (нар. 4 травня 1924, Одеса — пом. 2009, Київ) — український живописець; член Спілки радянських художників України з 1953 року. Батько художника кіно Ігоря Біляка.

## Біографія
Народився 4 травня 1924 року в місті Одесі (нині Україна). 1940 року поступив в Одеське художнє училище, навчання в якому закінчив у 1947 році. Його викладачами були Данило Крайнєв, Євген Буковецький, Леонід Мучник, Олександр Постель, Іван Гурський. Протягом 1947—1953 років навчався в Київському художньому училищі в Михайла Шаронова, Володимира Костецького, Сергія Григор'єва, Карпа Трохименка, Іллі Штільмана. Дипломна робота — картина «Одеський порт».
Жив у Києві, у будинку на вулиці Дашавській, № 27, квартира 5. Помер у Києві у 2009 році.

## Творчість
Працював в галузі станкового живопису переважно в жанрі пейзажу. Серед робіт:
- «Прокатний цех Макіївського металургійного заводу» (1951, Національний музей історії України);
- «У гавані» (1954);
- «Азовсталь» (1957);
- «Дніпро вранці» (1960);
- серія «Київ» (1960—1964);
- серія «Пам'ятні місця Шевченка в Києві» (1961);
- «Море» (1961);
- «На Дніпрі» (1962, Миколаївський художній музей);
- «Море шумить» (1963);
- «Пам'ятник Щорсу в Києві» (1964);
- «Берег біля Аю-Дага» (1965);
- «Новобудови Русанівки» (1967);
- «Дніпро біля Києва» (1968);
- «Весняний Дніпро» (1968);
- «Площа Слави в Черкасах» (1970-ті);
- «Весна у Матвіївській затоці» (1971);
- «Дніпро. Велика вода» (1973);
- «Хвилі на морі» (1976);
- «Київські новобудови» (1977);
- «Бухара. Мінарет Калян» (1977);
- «Самарканд. Шахи-Зінда» (1977);
- «Золота осінь» (1978);
- «Зимове сонце» (1980);
- «Київський університет імені Тараса Шевченка» (1983);
- «В Карпатах» (1996).

Брав участь у республіканських виставках з 1951 року, всесоюзних — з 1961 року. Персональні виставки пройшли в Києві у 2004 і 2008 роках.